# Òrbita geosíncrona

Animació que mostra satèl·lits geoestacionaris en òrbita al voltant de la Terra.

Una òrbita geosíncrona és un tipus d'òrbita terrestre caracteritza per tenir un període de revolució igual al període de rotació de la Terra, és a dir, un dia sideral. Aquesta característica fa que la posició relativa del satèl·lit respecte a la superfície terrestre es repeteixi cada 24 hores. Això és així, ja que el temps que triga el satèl·lit a tornar al punt de partida del seu moviment orbital és el mateix que triga la Terra a donar una volta sobre ella mateixa.
El període de revolució de 24 hores s'aconsegueix fixant el semieix major de l'òrbita a 42.164 km o, cosa que és el mateix, a 35.786 km sobre el nivell del mar per a òrbites circulars. Des de la superfície de la Terra un objecte en òrbita geosíncrona semblaria descriure un analema al cel, oscil·lant entre una latitud màxima i una mínima. Tot i així, la majoria de satèl·lits en òrbita geosíncrona es troben, de fet, en òrbita geoestacionària, que és una òrbita geosíncrona amb inclinació igual a zero, fet que permet que un objecte es trobi sempre sobre el mateix punt de la superfície terrestre.
Existeixen diversos tipus d'òrbita associats amb la geosíncrona:
- Òrbita geoestacionària: òrbita geosíncrona d'inclinació igual a zero.
- Òrbites de deriva: utilitzades habitualment per canviar els satèl·lits de posició
  - Òrbita supersíncrona: òrbita per sobre del radi de la geosíncrona, en què els satèl·lits es mouen lentament en direcció oest.
  - Òrbita subsíncrona: òrbita per sota del radi de la geosíncrona, en què els satèl·lits es mouen lentament en direcció est.

## Història

L'autor de ciència-ficció Arthur C. Clarke va popularitzar l'òrbita geosíncrona, que també rep el nom d'òrbita de Clarke

El 1929, Herman Potočnik va descriure tant les òrbites geosíncrones en general com el cas particular de l'òrbita terrestre geoestacionària com a òrbites útils per a estacions espacials. La primera aparició d'una òrbita geosíncrona a la literatura popular és a la primera història de la saga Venus Equilateral de George O. Smith, publicada l'octubre de 1942, però Smith no va entrar-hi en detall. L'autor britànic de ciència-ficció Arthur C. Clarke va popularitzar i ampliar el concepte en un escrit de 1945 titulat Extra-Terrestrial Relays – Can Rocket Stations Give Worldwide Radio Coverage?, publicat a la revista Wireless World. Clarke va reconèixer-ne la connexió a la seva introducció a The Complete Venus Equilateral. L'òrbita, que originalment Clarke va considerar útil per a satèl·lits de comunicacions, de vegades rep el nom d'òrbita de Clarke. De forma similar, el conjunt de satèl·lits artificials que ocupen aquesta òrbita es coneixen com a cinturó de Clarke.

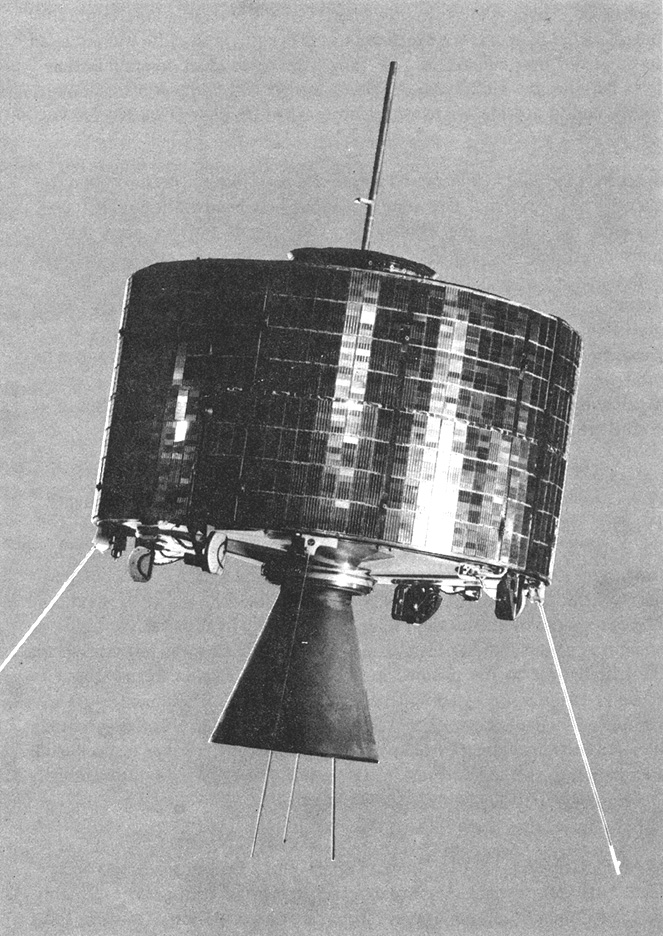
Syncom 2, el primer satèl·lit geosíncron funcional

En termes tècnics, les òrbites geosíncrones reben el nom de geoestacionàries si es troben sobre l'equador, si bé sovint es fa servir els dos termes indistintament. En particular, òrbita terrestre geosíncrona (GEO, de l'anglès geosynchronous Earth orbit) és un sinònim d'òrbita equatorial geosíncrona, o òrbita terrestre geoestacionària.
El primer satèl·lit geosíncron fou dissenyat per Harold Rosen mentre treballava a Hughes Aircraft el 1959. Inspirat en l'Sputnik 1, volia fer servir un satèl·lit geoestacionari per globalitzar les comunicacions. Llavors, les telecomunicacions entre els Estats Units i Europa tenien una capacitat màxima de 136 persones, i es basaven en ràdios d'alta freqüència i cables submarins.
En aquella època, es creia que la potència que necessitaria un coet per situar un satèl·lit en una òrbita geosíncrona era massa gran, i que no podria sobreviure durant prou temps per justificar la despesa, així que inicialment es van concentrar els esforços en les constel·lacions de satèl·lits en òrbites terrestres baixes i mitjanes. El primer exemple d'això van ser els satèl·lits passius Echo el 1960, seguits del Telstar 1 el 1962. Malgrat que aquests projectes tenien dificultats de potència de senyal i de seguiment que es podien solucionar amb satèl·lits geosíncrons, el concepte es veia com quelcom poc pràctic, així que Hughes sovint no hi donava ni finançament ni suport.
L'any 1961 Rosen i el seu equip ja havien produït un prototip cilíndric amb un diàmetre de 76 cm, una alçària de 38 cm i un pes d'11,3 kg; era prou lleuger i petit per posar-lo en òrbita fent servir coets ja disponibles, s'estabilitzava a través d'una rotació, i feia servir antenes dipol. L'agost de 1961 se'ls va contractar perquè comencessin a construir el satèl·lit funcional. Van perdre el Syncom 1 a causa d'una fallada del sistema electrònic, però el Syncom 2 va assolir l'òrbita geosíncrona prevista el 1963. Malgrat que la seva òrbita inclinada encara necessitava antenes mòbils, podia actuar com a enllaç de transmissions de televisió, i va permetre que el president nord-americà John F. Kennedy truqués el primer ministre nigerià Abubakar Tafawa Balewa des d'un vaixell el 23 d'agost de 1963.
Actualment, hi ha centenars de satèl·lits geosíncrons que donen serveis de comunicacions, navegació i teledetecció.
Encara que la majoria de poblacions continentals del planeta tenen instal·lacions de comunicacions terrestres (microones, fibra òptica), que sovint tenen avantatges de latència i ample de banda, amb un accés al telèfon per al 96% de la població i un accés a internet del 90% a data de 2018, algunes zones rurals i remotes de països desenvolupats encara depenen de les comunicacions per satèl·lit.

## Tipus

### Òrbites geoestacionàries

El satèl·lit geoestacionària (en verd) sempre roman sobre el mateix punt marcat de l'equador (en marró).

Una òrbita equatorial geoestacionària és una òrbita geosíncrona circular al pla de l'equador de la Terra amb un radi d'aproximadament 42.164 km (mesurats des del centre de la Terra).:156 Un satèl·lit en aquesta òrbita es troba a una altitud d'aproximadament 35.786 km per sobre del nivell mitjà del mar. Manté la mateixa posició relativa a la superfície terrestre. Si es pogués observar un satèl·lit en una òrbita geoestacionària, semblaria que sempre roman al mateix punt del cel, és a dir, no presentaria moviment diürn, mentre que el Sol, la Lluna i les estrelles travessarien el cel al llarg del dia. Aquestes òrbites són útils per als satèl·lits de telecomunicacions.
Una òrbita geoestacionària perfectament estable és un ideal al que només s'hi pot arribar de forma aproximada. A la pràctica, els satèl·lits acaben desviant-se d'aquesta òrbita a causa de pertorbacions com el vent solar, la pressió de radiació, variacions en el camp gravitatori terrestre, i l'efecte de la gravetat de la Lluna i del Sol. Per tal de mantenir l'òrbita, s'utilitzen petits propulsors en un procés conegut com a manteniment orbital.:156
Si no s'utilitzen aquests propulsors, l'òrbita s'acaba inclinant 0–10° cada 55 anys. Al final de la vida útil del satèl·lit, quan queda poc combustible, els operadors del satèl·lit poden optar per no fer les maniobres de correcció d'inclinació, que són cares, i centrar-se només en el control de l'excentricitat. Això allarga la vida del satèl·lit, però llavors només el poden fer servir antenes terrestres capaces de seguir el moviment nord-sud.:156
Els satèl·lits geoestacionaris també tendeixen a desviar-se cap a dues longituds estables de 75° i de 255° sense fer manteniment orbital.:157

### Òrbites geosíncrones el·líptiques i inclinades

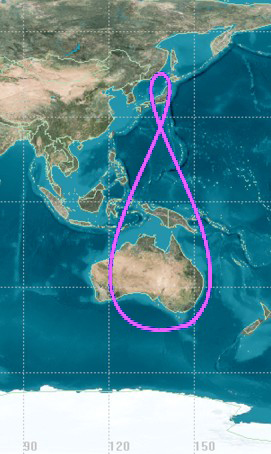
Una òrbita quasizenital

Molts objectes en òrbites geosíncrones tenen òrbites excèntriques i/o inclinades. L'excentricitat fa que l'òrbita sigui el·líptica, i des d'una estació terrestre sembla que el satèl·lit oscil·li al cel en direcció est-oest, mentre que la inclinació respecte l'equador sembla causar un moviment nord-sud. Aquests efectes es combinen per formar un analema.:122
Els satèl·lits en òrbites el·líptiques o excèntriques s'han de seguir amb estacions terrestres orientables.:122

#### Òrbita tundra
L'òrbita tundra és una òrbita geosíncrona excèntrica que permet que el satèl·lit passi la major part del temps sobre un lloc de latitud alta. Presenta una inclinació de 63,4°, que és una òrbita congelada, que permet reduir les maniobres de manteniment d'òrbita. Es necessiten almenys dos satèl·lits per donar una cobertura contínua sobre una regió. Sirius XM va fer servir aquesta òrbita per millorar la potència del senyal al nord dels Estats Units i a Canadà.

#### Òrbita quasizenital
El Quasi-Zenith Satellite System (QZSS) és un sistema de quatre satèl·lits que opera des d'una òrbita geosíncrona amb una inclinació de 42° i una excentricitat de 0,075. Cada satèl·lit roman sobre el Japó, permetent així que els senyals arribin als receptors en canyons urbans, i posteriorment passa per sobre d'Austràlia ràpidament.

## Llançament
Els satèl·lits geosíncrons es llancen cap a l'est en una òrbita prògrada amb la mateixa velocitat de rotació de l'equador. La inclinació mínima a la qual es pot llançar un satèl·lit és la del lloc de llançament, així que llançar-lo des de l'equador limita el canvi d'inclinació que s'haurà de fer posteriorment. A més, llançar des de prop de l'equador permet aprofitar la rotació de la Terra i proporcionar un lleuger increment de velocitat. Un lloc de llançament hauria de tenir aigua o deserts cap a l'est, per tal que els diferents estadis del coet no caiguin sobre zones poblades.
La majoria de vehicles de llançament deixen els satèl·lits geosíncrons directament en una òrbita de transferència geoestacionària (GTO), una òrbita el·líptica amb un apogeu a l'alçada de GSO i un perigeu baix. Posteriorment, es fan servir els sistemes propulsius a bord del satèl·lits per incrementar el perigeu de l'òrbita, fer-la circular i obtenir una GSO.
Un cop es troba en una òrbita geoestacionària viable, els vehicles espacials poden canviar la seva posició longitudinal ajustant el seu semieix major de tal manera que el nou període sigui més curt o més llarg que un dia sideri, per tal de causar una desviació aparent cap a l'est o cap a l'oest, respectivament. Quan es troba a la longitud desitjada, es torna a fer que el període de la nau sigui geosíncron.

## Òrbites proposades

### Statite
Un statite és un satèl·lit hipotètic que aprofita la pressió de radiació del Sol amb una vela solar per tal de modificar la seva òrbita.
Mantindria la seva posició al costat fosc de la Terra a una latitud d'aproximadament 30 graus. Tornaria al mateix lloc del cel cada 24 hores des de la perspectiva d'un espectador terrestre, així que tindria el funcionament similar al d'una òrbita geosíncrona.

### Ascensor espacial
Una altra forma d'òrbita geosíncrona és la dels hipotètics ascensors espacials. Quan un dels dos extrems es fixa a la Terra, per altituds inferiors al cinturó geoestacionari l'ascensor manté un període orbital més curt al que tindria només per acció de la gravetat.

## Satèl·lits retirats

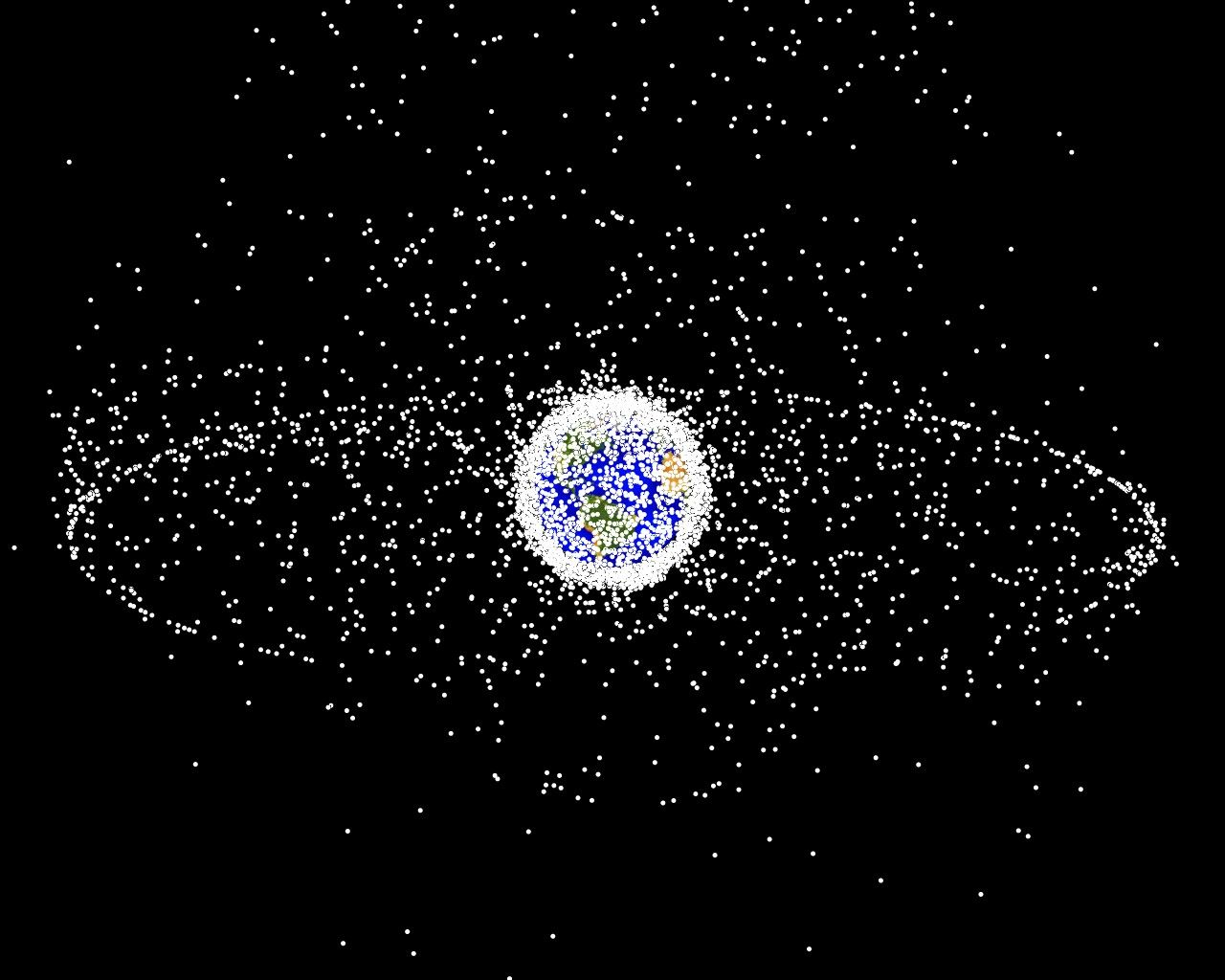
Una imatge generada per ordinador de brossa espacial. S'observen dos camps de brossa, un al voltant de l'espai geosíncron i un altre en òrbita terrestre baixa.

Els satèl·lits geosíncrons necessiten manteniment orbital per poder mantenir la seva posició, i un cop se'ls acaba el combustible dels propulsors i ja no són útils, se'ls trasllada a una òrbita cementiri superior. No es considera factible treure'ls d'òrbita a causa de l'elevat cost de combustible en comparació amb incrementar-ne l'òrbita lleugerament; a més, el fregament amb l'atmosfera és negligible, així que les vides dels satèl·lits geosíncrons són de milers d'anys.
El procés de retirada de satèl·lits cada cop està més regulat, i els satèl·lits han de tenir una probabilitat del 90% de poder traslladar-se fins a 200 km per sobre del cinturó geoestacionari al final de les seves vides.

### Brossa espacial
La brossa espacial en òrbita geosíncrona acostuma a tenir velocitats de col·lisió inferiors que en LEO, ja que la majoria de satèl·lits GSO orbiten en el mateix pla, altitud i velocitat; tanmateix, la presència de satèl·lits en òrbites excèntriques pot causar col·lisions de fins a 4 km/s. Malgrat que és un esdeveniment poc probable, els satèl·lits GSO tenen una capacitat limitada d'evitar brossa.
La brossa de menys de 10 cm de diàmetre no és observable des de la Terra, fet que complica les anàlisis de la seva prevalença.
Malgrat els esforços per reduir el risc, s'han produït col·lisions entre naus espacials. El satèl·lit de telecomunicacions Olympus-1 de l'Agència Espacial Europea va impactar amb un meteoroide l'11 d'agost de 1993, i va acabar sent traslladat a una òrbita cementiri, i el 2006, el satèl·lit de comunicacions rus Express-AM11 va quedar inservible després d'impactar amb un objecte desconegut, malgrat que els enginyers disposaven de prou temps de contacte amb el satèl·lit per moure'l a una òrbita cementiri. El 2017 tant l'AMC-9 com el Telkom-1 van ser destruïts per causes desconegudes.

## Propietats

L'òrbita d'un satèl·lit geosíncron amb certa inclinació, des de la perspectiva d'un observador extraterrestre (sistema de referència ECI) i d'un observador rotant al voltant de la Terra amb la seva velocitat de rotació (sistema de referència ECEF).

Una òrbita geosíncrona té les següents propietats:
- Període: 1.436 minuts (un dia sideri)
- Semieix major: 42.164 km[23]:121

### Període
Totes les òrbites geosíncrones tenen un període orbital d'exactament un dia sideri. Això significa que el satèl·lit tornarà al mateix punt sobre la superfície terrestre cada dia (sideri), independentment de la resta de paràmetres orbitals.:121 Aquest període orbital T està directament relacionat amb el semieix major de l'òrbita a través de la relació:
{\displaystyle T=2\pi {\sqrt {a^{3} \over \mu }}}
on:
a és la longitud del semieix major de l'òrbita
{\displaystyle \mu } és el paràmetre gravitacional estàndard del cos central:137

### Inclinació
Una òrbita geosíncrona pot presentar inclinació.
Els satèl·lits acostumen a tenir una inclinació nul·la per assegurar-se que l'òrbita roman sobre l'equador en tot moment, fent-lo així estacionari respecte la latitud des del punt de vista d'un observador terrestre (i des del sistema de referència ECEF).:122
Una altra inclinació habitual és la de 63,4° per una òrbita tundra, que assegura que l'argument del perigeu no canvia.

### Trajectòria terrestre
Al cas particular de l'òrbita geoestacionària, la trajectòria terrestre d'un satèl·lit és un sol punt sobre l'equador. Pel cas general d'una òrbita geosíncrona amb una inclinació o excentricitat no nul·la, la trajectòria terrestre té una forma aproximada d'un número 8, i torna al mateix un cop per dia sideri.:122